# Hotel Lausitz

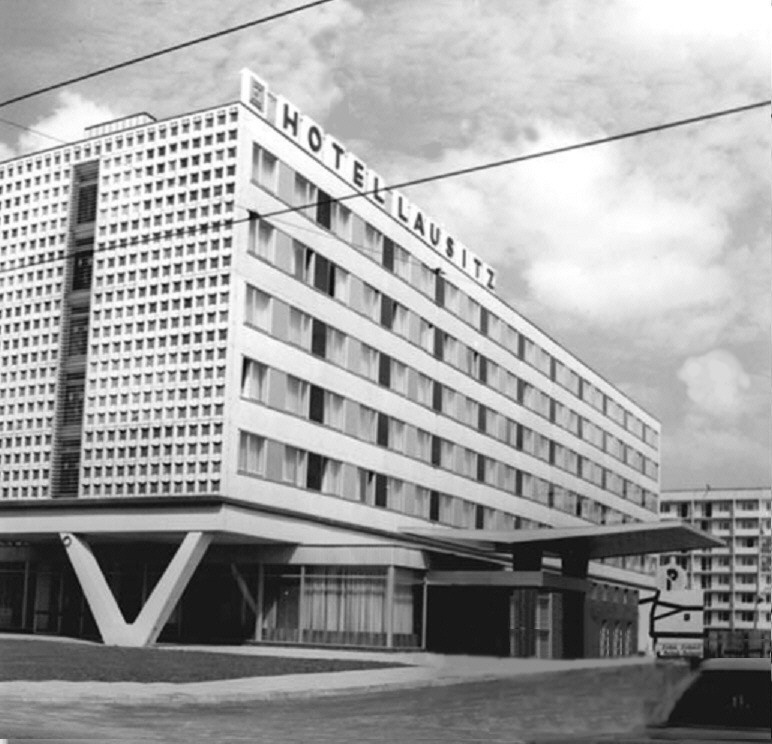
Hotel Lausitz (1979)

Das Hotel Lausitz war ein Hotel in der Stadt Cottbus in Brandenburg. Das 1970 eröffnete Hotel befand sich auf dem Berliner Platz nördlich der Stadtpromenade im Stadtteil Mitte und entstand im Rahmen der Neugestaltung der Cottbuser Innenstadt als Teil der Stadtpromenade. Das Hotel Lausitz war während seines Bestehens das größte Hotel in Cottbus. Ende 1992 wurde es geschlossen und abgerissen.

## Geschichte und Architektur
Das Hotel Lausitz wurde nach Plänen der Architekten Hermann Henselmann und Eberhard Kühn westlich der Stadthalle errichtet. Am 26. September 1968 erfolgte die Grundsteinlegung. Nach knapp zweijähriger Bauzeit wurde das Hotel am 18. Juli 1970 im Rahmen eines Treffens der Cottbuser Jungpioniere eröffnet. Es hatte 214 Zimmer und umfasste 395 Betten sowie eine für 200 Gäste ausgelegte Kantine, womit es das größte Hotel der Stadt war. Des Weiteren befand sich eine Intershop-Filiale in den Räumlichkeiten. In dem Betrieb arbeiteten zum Zeitpunkt der Eröffnung 163 Angestellte, nach offiziellen Angaben hatte das Hotel im Jahr 1971 rund 50.000 Besucher.
Die fünf Obergeschosse des Betonbaus waren mit Fensterbändern geöffnet, die Gaststätte war vollständig verglast. Das Foyer mit Rezeption und angrenzenden Räumlichkeiten war mit Marmorfliesen belegt, und die Wände waren mit Holzplatten verkleidet. Am 13. November 1992 wurde das Hotel geschlossen, im folgenden Monat wurde mit dem Abriss begonnen. Die freie Fläche wurde danach überbaut, im Mai 1995 wurden das neue Hotel „Lindner Hof“ (heute „Lindner Congress Hotel“) und das Einkaufszentrum Spreegalerie eröffnet.